# Matka Koreanka
Matka Koreanka – obraz olejny malarza Wojciecha Fangora z 1951. Jedna z najsłynniejszych prac malarskich doby polskiego socrealizmu.

## Tło historyczne i opis obrazu
Na pierwszym planie widzimy tytułową matkę, która leży martwa na ziemi. Nie wiemy w jaki sposób straciła życie. Obok twarzy kobiety widać plamę krwi. Za matką znajduje się jej dziecko – kilkuletni syn, który obie ręcę trzyma na zwłokach. W tle widać kłęby dymu, unoszące się ponad miastem, gdzie rozgrywa się wojna. Obraz utrzymany jest w szarościach. Panuje nastrój przygnębienia i rozpaczy.
Praca Fangora powstała w trakcie wojny koreańskiej (1950-1953) i do niej nawiązuje również tytuł obrazu. Jest to malarski przykład realizmu socjalistycznego, który wówczas był obowiązującym nurtem w krajowej sztuce. W tym samym roku co praca Fangora, powstał również antywojenny obraz "Masakra w Korei", którego autorem jest Pablo Picasso. 
W 2015 praca została pokazana w Muzeum Narodowym Korei w Seulu na wystawie Sztuka Polska: Niezłomny Duch.